# Palmersheim
Palmersheim ist ein Stadtteil von Euskirchen im Kreis Euskirchen, Nordrhein-Westfalen.

## Lage
Nachbarorte sind die Stadtteile Kuchenheim, Flamersheim und Odendorf in der Gemeinde Swisttal. Durch den Ort fließt der Rodderbach und am Ort vorbei der Orbach. In Palmersheim treffen sich die Landstraße 11 und die Kreisstraße 51. An den Ort grenzt der „Flamersheimer Wald“, einer der größten geschlossenen Forstbestände Deutschlands. In diesem befinden sich die Steinbachtalsperre und die Madbachtalsperre.

## Geschichte

### Ortsgeschichte
Bereits 1397 stand in Palmersheim eine Kapelle, wie eine Inschrift auf der St. Petrus-Glocke bezeugt. Die heutige Kirche St. Peter und Paul wird 1550 schon erwähnt. Ein spätgotischer Sakramentsschrein ist im Chor angebracht. In der Zeit der französischen Besetzung um 1810 sollte die Kapelle abgerissen werden. 1949 wurde das Rektorat zur Rektoratspfarre erhoben. 1953 wurde die Kirche gründlich renoviert und anschließend erweitert.
Palmersheim wird erstmals 1135 in einer Urkunde der Ministeriale (Ritter) Lambertus von Palmersheim erwähnt. Der Name Palmersheim geht auf das fränkische Baldamaresheim zurück, was „Heim des Baldamar“ bedeutet.
Am 1. Juli 1969 wurde Palmersheim nach Euskirchen eingemeindet.
Am 31. Dezember 2017 hatte Palmersheim 1186 Einwohner.
Beim Hochwasser in Deutschland im Juli 2021 wurde Palmersheim relativ stark durch das Hochwasser getroffen. Viele Bereiche wurden überflutet und Keller liefen voll. Des Weiteren wurde Palmersheim komplett evakuiert, da es unterhalb und in direktem Gefährdungsgebiet der Steinbachtalsperre liegt, deren Damm Schaden genommen hatte und zu brechen drohte.

### Wappen
Blasonierung: „In Rot ein silberner Schrägbalken, belegt mit einem rote Flammen speienden schwarzen Drachen, links oben begleitet von einem silbernen Stern.“
Diedrich von Palmersheim siegelt 1484 mit einem Vollwappen, dessen Schild einen Schrägbalken als einzige Figur zeigt. Dieser Schrägbalken wurde in das Ortswappen übernommen. Das Drachenemblem findet sich auf der ältesten Glocke des Ortes aus dem Jahre 1397. Der Stern dient als Beizeichen zur Steigerung des Einmaligkeitswertes, seine sechs Strahlen weisen auf sechs in Palmersheim bestehende Vereine hin. Die Farben sind frei gewählt.
Das Wappen gestaltete der aus Düren stammende Heraldiker Lothar Müller-Westphal.

## Straßennamen
Seit 1969 wurden in Palmersheim viele Straßen nach weiblichen Vornamen benannt.

## Verkehr
Die VRS-Buslinien 870 und 874 der SVE verbinden den Ort mit Euskirchen, Kirchheim und Kuchenheim. Zusätzlich verkehren einzelne Fahrten der auf den Schülerverkehr ausgerichteten Linie 802.
| Linie | Betreiber | Verlauf |
| ----- | --------- | --- |
| 802   | RVK       | Euskirchen Bf – Kuchenheim – Palmersheim – Flamersheim – Schweinheim – Queckenberg – Rheinbach (/← Scheuren ← Maulbach ← Eichen ← Lanzerath ← Houverath ← Limbach ← Wald)                                                                            |
| 870   | SVE       | Euskirchen Bf – Wüschheim – Großbüllesheim – Kleinbüllesheim – Weidesheim – Kuchenheim Bf – Kuchenheim Markt – Palmersheim – Flamersheim – Kirchheim – (Steinbachtalsperre –) Niederkastenholz – Stotzheim – Roitzheim – Euskirchen Bf (Ringverkehr) |
| 874   | SVE       | Euskirchen Bf – Kuchenheim – Palmersheim – Flamersheim – Kirchheim |

## Sonstiges

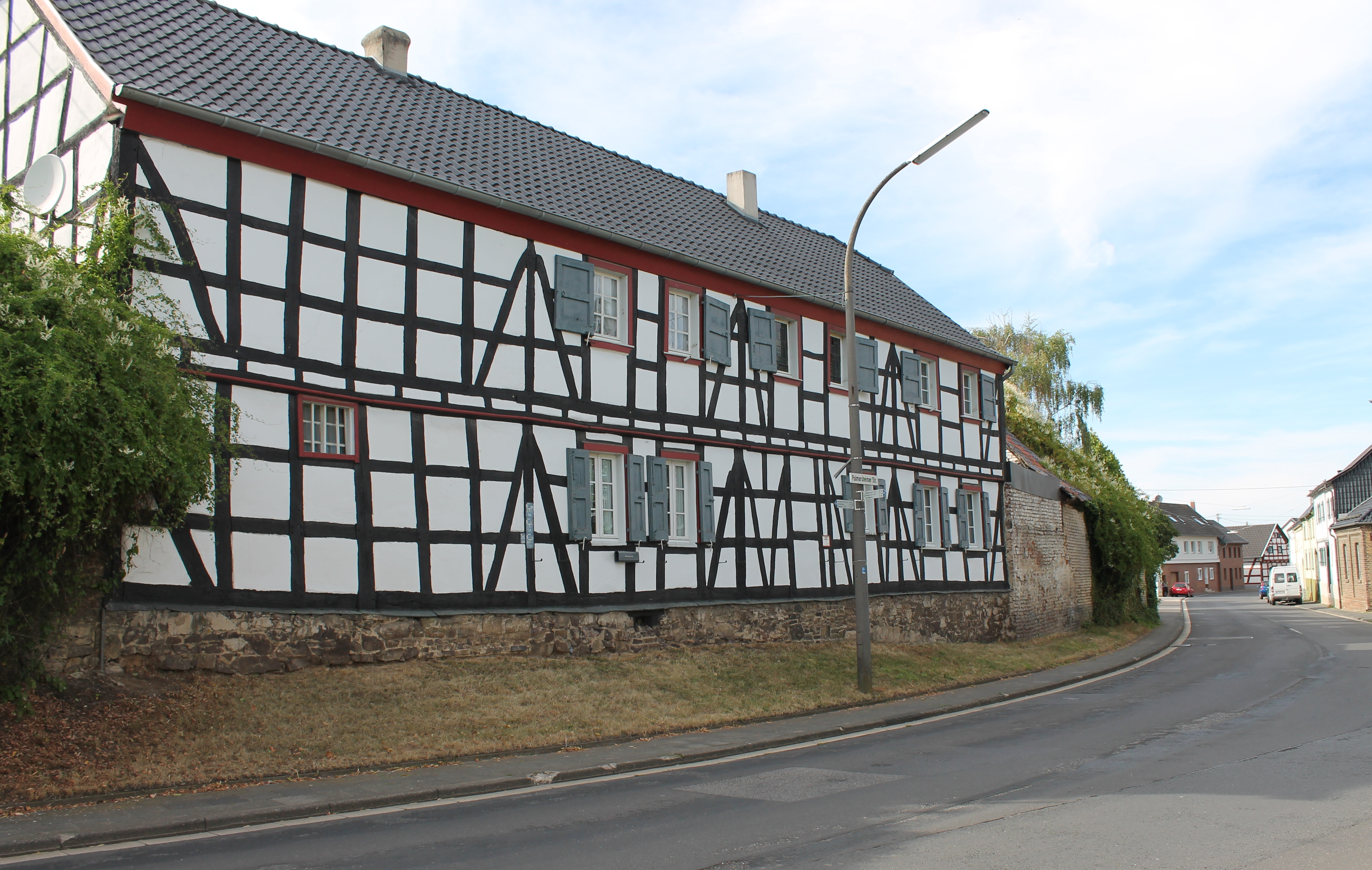
Hofgut in Palmersheim

In Palmersheim gibt es viele Fachwerkhäuser, die großenteils unter Denkmalschutz stehen.

## Vereine
Acht Vereine sind in der Dorfgemeinschaft Palmersheim organisiert:
Karnevalsgemeinschaft Palmersheim 1951 e. V., Turnverein Palmersheim (TVP) 1920 e. V., Chor Sing & Swing e. V., Feuerwehrkameradschaft Löschgruppe Palmersheim e. V., Männergesangverein Flamersheim-Palmersheim e. V., Heimat- und Dorfverschönerungsverein (HVP), Katholische Frauengemeinschaft, Tanzsportverein Palm Beach Girls e. V.